# Purple (Mamamoo)
Purple è il quinto EP del girl group sudcoreano Mamamoo, pubblicato nel 2017.

## Tracce
1. Yes I Am (나로 말할 것 같으면?, Naro Malhal Geot GateumyeonLR) – 3:31
2. Finally – 3:08
3. Moonbyul – Love & Hate (구차해?, GuchahaeLR) – 3:13
4. Aze Gag (아재개그?) (narr. Kim Dae-hee & Kim Joon-ho) – 3:31
5. Wheein, Jeff Bernat, B.O. – Da Ra Da (다라다 ?) – 3:57